# Список війн за участю Туреччини
У цій статті наведено перелік війн (неповний) за участю Туреччини, турецького народу і регулярної турецької армії в період коли існували незалежні турецькі держави.
У переліку вказана назва конфлікту, дата, ворогуючі сторони та його результат:
      Перемога Туреччини
      Поразка Туреччини
      Інший результат (Мирний договір або невизначений результат, статус-кво,  результат громадянської війни, невідомий результат)
      Незавершений конфлікт

## Сельджуцька імперія
Нижче наведено перелік війн Сельджуцької імперії.
| Дата            | Конфлікт                                                                         | Перша сторона                                                                                                 | Друга сторона | Результат |
| --------------- | -------------------------------------------------------------------------------- | --- | --- | --- |
| 1038-1055 роки. | Захоплення сельджуками Хорезму, Хорасану, Західного Ірану, Азербайджану та Іраку | Сельджуцька імперія                                                                                           | Аббасидський халіфат | Перемога. - Становлення Сельджуцької імперії. |
| 1048 рік.       | Капетонська битва                                                                | Сельджуцька імперія                                                                                           | Королівство Грузія · Візантійська імперія | Поразка. |
| XI-XII ст.      | Розпад Сельджуцького султанату                                                   | Сили володарів земельних наділів                                                                              | Сили володарів земельних наділів | Невизначений результат. - Утворення Керманського, Сирійського, Конійського та Іракського султанатів. - Незалежність Хорезму - Розпад Сельджуцької імперії. |
| 1050-1092 роки. | Між сельджуками Вірменії, Сирії, Малої Азії та Палестини                         | Сельджуцька імперія                                                                                           | Візантійська імперія · Аббасидський халіфат | Перемога. - Вірменія, Сирія, Мала Азія та Палестина входять до складу Сельджукської імперії.                                                               |
| 1096—1099 роки. | Перший Хрестовий похід - Облога Антіохії                                         | Мусульмани: - Сельджуцька імперія - Данішмендиди - Фатіміди - Альморавіди - Аббасиди                          | Християни Священна Римська імперія - Генуя - Нижня Лотарингія - Прованс Французьке королівство - Блуаське графство - Булонське графство - Фландрія - Пуі-ан-Веле - Вермандуа Англія - Нормандське герцогство Апулія - Тарент - Візантійська імперія Кілікійська Вірменія | Поразка. - Мусульмани втрачають Палестину, Сирію та більшу частину Малої Азії.                                                                             |
| 1064 рік.       | Перше турецьке вторгнення в Грузію                                               | Сельджуцька імперія Кахетійське королівство Тбіліський емірат                                                 | Королівство Грузія | Невизначений результат. |
| 1068 рік.       | Друге турецьке вторгнення в Грузію                                               | Сельджуцька імперія Кахетійське королівство Тбіліський емірат                                                 | Королівство Грузія | Перемога. |
| 1074 рік.       | Партскіська битва                                                                | Сельджуцька імперія                                                                                           | Королівство Грузія Кахетійське королівство | Поразка. |
| 1080 рік.       | Велике Турецьке вторгнення                                                       | Сельджуцька імперія                                                                                           | Королівство Грузія Кахетійське королівство | Перемога. |
| 1104 рік.       | Ертсухійська битва                                                               | Сельджуцька імперія                                                                                           | Королівство Грузія | Поразка. |
| 1110-1118 роки. | Грузинське звільнення окупованих турками-сельджуками територій                   | Сельджуцька імперія                                                                                           | Королівство Грузія | Поразка. |
| 1120-1121 роки. | Грузинська кампанія проти сельджуків                                             | Сельджуцька імперія                                                                                           | Королівство Грузія | Поразка. - Захоплення грузинами колосальних територій. - Становлення Грузинської імперії.                                                                  |
| 1121 рік.       | Дідгорська битва                                                                 | Сельджуцька імперія · Аббасидський халіфат · Зенди · Ільдегедіз · Імарат Гянджа · Тбліський імарат · Артукіди | Грузинська імперія *Половці *Алани Єрусалимське королівство | Поразка. |
| 1124 рік.       | Захоплення грузинами Східної Вірменії                                            | Сельджуцька імперія                                                                                           | Грузинська імперія | Поразка. |
| 1123-1124 роки. | Захоплення грузинами держави Ширваншидів                                         | Сельджуцька імперія                                                                                           | Грузинська імперія | Поразка. |
| 1147—1149 роки. | Другий Хрестовий похід                                                           | Мусульмани: - Сельджуцький султанат - Зангіди - Аббасиди - Фатіміди                                           | Християни - Єрусалимське королівство - Тамплієри - Госпітальєри - Орден Гробу Господнього - Орден Святого Лазаря - Орден Монтегаудіо - Триполійське графство - Антиохійське князівство - Французьке королівство - Священна Римська імперія - Португальське королівство - Сицилійське королівство - Кастильське королівство - Барселонське графство - Леонське королівство - Генуезька республіка - Пізанская республіка - Королівство Данія - Візантійська імперія - Кілікійське царство - Королівство Англія - Королівство Польське | Перемога. |
| 1156-1173 роки. | Кампанія царя Георгія ІІ Багратіоні проти сельджуків                             | Шеддадіди Ахлатшахи Салтукіди                                                                                 | Грузинська імперія | Поразка. |
| 1211 рік.       | Колонізація каракитаями Середньої Азії.                                          | Сельджуцька імперія                                                                                           | Каракитаї | Поразка. - Сельджуцька імперія втрачає всі свої володіння північніше Амудар'я.                                                                             |

## Османська імперія
Нижче наведено перелік війн Османської імперії.
| Дата                       | Конфлікт                                                       | Перша сторона | Друга сторона | Результат |
| -------------------------- | -------------------------------------------------------------- | --- | --- | --- |
| 1229-1479 роки.            | Турецько-Візантійські війни                                    | Турки-сельджуки - Османська імперія | Візантійська імперія · Сицилійське королівство · Генуеззька республіка · Венеційська республіка · Трапезундська імперія | Вирішальна перемога. - Становлення Османської імперії - Кінець Візантійської імперії.                                          |
| 1340–1396 роки.            | Турецько-Болгарська війна                                      | Османська імперія | Друге Болгарське царство - Відінське царство | Вирішальна перемога. - Друге Болгарське царство входить до складу Османської імперії.                                          |
| 1352–1499 роки.            | Турецьке завоювання Сербії                                     | Османська імперія | Моравська Сербія - Сербська імперія - Князівство Зета | Вирішальна Перемога. - Сербська імперія входить до складу Османської імперії.                                                  |
| 1366–1526 роки.            | Турецько-Угорська війна                                        | Османська імперія | Угорське королівство Хорватське королівство Молдавське князівство Волоське князівство | Вирішальна перемога. - Розподіл Угорського королівства.                                                                        |
| 1396 рік.                  | Нікопольська битва                                             | Османська імперія Серби | Священна Римська імперія · Французьке королівство · Угорське королівство · Хорватське королівство · Венеційська республіка · Волоське князівство · Болгарське царство · Королівство Англія                                                                                 | Вирішальна перемога. |
| 1402 роки.                 | Битва при Анкарі                                               | Османська імперія | Імперія Тимуридів | Вирішальна поразка. |
| 1402-1413 роки.            | Міжусобні війни на території Османської Імперії                | Сили різних султанів | Сили різних султанів | Остаточне об'єднання імперії.                                                                                                  |
| 1404 рік.                  | Повстання Константина і Фрузина                                | Османська імперія | Сербські повстанці | Повстання придушено. |
| 1416–1420 роки.            | Повстання Шейха Бедреддіна                                     | Османська імперія | Повстанці під керівництвом Шейха Бедреддіна | Повстання придушено. - Смерть Шейха Бедреддіна.                                                                                |
| 1432–1478 роки.            | Турецько-Албанські війни                                       | Османська імперія | Ліга Леже | Перемога. - Албанські володіння стають частиною Османської імперії.                                                            |
| 1444 рік.                  | Битва при Варні                                                | Османська імперія | Королівство Польське Угорське королівство Литовське князівство. | Вирішальна перемога. |
| 1447-1448 роки.            | Венеційсько-Албанська війна                                    | Венеційська республіка · Османська імперія | Лезька ліга | Перемога. |
| 1463–1479 роки.            | Турецько-Венеційська війна                                     | Османська імперія | Венеційська республіка · Сили під керівництвом Скандербега · Князівство Зета | Перемога. |
| 1473 рік.                  | Битва при Отлукбелі                                            | Османська імперія | Ак Коюнлу | Вирішальна перемога. |
| 1473-1479, 1484—1486 роки. | Турецько-Молдавські війни                                      | Османська імперія | Молдавське князівство Волоське князівство Трансильванія | Перемога - Молдова стає васалом Османської імперії на чотири століття.                                                         |
| 1480–1481 роки.            | Османське вторгнення в Отранто                                 | Османська імперія | Неаполітанське королівство Арагонське королівство Угорське королівство | Спочатку перемога, потім поразка. - Християнські сили відвоювали місто після його захоплення турками.                          |
| 1485–1503 роки.            | Турецько-Польська війна                                        | Османська імперія Молдавське князівство | Польське королівство | Перемога. |
| 1485–1491 роки.            | Турецько-Мамлюкська війна                                      | Османська імперія | Мамелюцький султанат | Безвихідне становище. |
| 1493–1593 роки.            | Столітня Турецько-Хорватська війна                             | Османська імперія | Хорватське королівство Угорське королівство | Перемога. |
| 1499–1503 роки.            | Турецько-Венеційська війна (1499—1503)                         | Османська імперія | Венеційська республіка | Перемога. |
| 1509–1513 роки.            | Громадянська війна в Османській імперії                        | Сили під керівництвом Шихзаде Ахмата | Сили під керівництвом Селіма І та Баязида ІІ | Перемога Селіма І. |
| 1511 рік.                  | Шиїтське повстання в Османській Імперії                        | Османська імперія | Повстанці під керівництвом Шахкули Такелі | Повстання придушено. |
| 1514 рік.                  | Чалдиранська Битва                                             | Османська імперія | Імперія Сефевідів | Перемога. |
| 1516–1517 роки.            | Турецько-Мамлюкська війна (1516—1517)                          | Османська імперія | Мамлюкський султанат | Вирішальна перемога. |
| 1519–1659 роки.            | Бунти Джелалі                                                  | Османська імперія | Джелалі | Повстання придушені. |
| 1521–1718 роки.            | Турецько-Габсбурзькі війни                                     | Османська імперія | Священна Римська Імперія Священна ліга | Поразка. - Кінець Османської воєнної експансії. - Угорщина і Трансильванія переходять під контроль Священної Римської Імперії. |
| 1526-1568 роки.            | Маленька війна в Угорщині                                      | Османська імперія Молдавське князівство Волоське князівство Трансільванія                                                                                            | Священна Римська Імперія Священна ліга | Невизначений результат. - Турки повертають під свій контроль частину Угорщини.                                                 |
| 1532–1555 роки.            | Турецько-Перська війна (1532—1555)                             | Османська імперія | Імперія Сефевідів | Перемога. - Ірак, а також західні Курдистан, Грузія і Вірменія входять до складу Османської Імперії.                           |
| 1537-1540 роки.            | Турецько-Венеційська війна (1537—1540)                         | Османська імперія Французьке королівство | Священна Ліга | Перемога. |
| 1538–1559 роки.            | Турецько-Португальська війна (1538—1559)                       | Османська імперія Адальський султанат Аджуран | Португальська імперія Ефіопська імперія | Повстання придушені. |
| 1543 рік.                  | Італійська війна                                               | Османська імперія | Священна Римська Імперія Священна ліга | Като-Кембрезійський мир. - Поразка союзників.                                                                                  |
| 1558 рік.                  | Експедиція в Мостаганем                                        | Османська імперія | Іспанська імперія Марокко | Перемога. |
| 1559–1563 роки.            | Турецько-Португальська війна (1558—1563)                       | Османська імперія | Португальська імперія | Невизначений результат |
| 1559 рік.                  | Громадянська війна в Османській імперії                        | Сили під керівництвом Сулеймана Пишного | Сили бунтівників | Перемога Сулеймана Пишного. - Повстання придушено.                                                                             |
| 1565 рік.                  | Великий Мальтійський бій                                       | Османська імперія | Орден Святого Іоана Іспанська імперія | Поразка. |
| 1568–1570 роки.            | Турецько-Московська війна (1568—1570)                          | Османська імперія Кримське ханство | Московське царство | Поразка. |
| 1577 рік.                  | Молдовська кампанія Івана Підкови                              | Молдовське князівство Османська імперія | Запорозькі козаки | Поразка. - Іван Підкова стає правителем Молдови.                                                                               |
| 1578-1590 роки.            | Турецько-Перська війна (1578—1590)                             | Османська імперія | Імперія Сефевідів | Вирішальна перемога. |
| 1580–1589 роки.            | Турецько-Португальська війна (1580—1589)                       | Османська імперія Аджуран | Португальська імперія | Поразка. |
| 1589 рік.                  | Бейлербейське повстання                                        | Османська імперія | Яничари | Стабілізація ситуації. |
| 1591–1606 роки.            | Довга війна                                                    | Османська імперія Кримське ханство Ногайська Орда | Священна Римська імперія · Угорське королівство · Трансильванія · Молдовське князівство · Запорозькі козаки · Іспанська імперія · Сербські гайдуки · Венеційська республіка · Тоскана · Персія · Лицарі ордену Святого Стефана · Феррарське герцогство · Герцогство Мальта | Житваторокський мир |
| 1593-1617 роки.            | Магнатська війна в Молдові                                     | Османська імперія | Річ Посполита Священна Римська імперія | Стабілізація ситуації. |
| 1598 рік.                  | Перше Тарновське повстання                                     | Османська імперія | Болгарські повстанці | Повстання придушено. |
| 1602 рік.                  | Козацький рейд на Кілію                                        | Османська імперія | Запорозькі козаки | Вдалий рейд |
| 1603–1618 роки.            | Турецько-Перська війна (1603—1618)                             | Османська імперія | Імперія Сефевідів | Вирішальна поразка. |
| 1606 рік.                  | Козацький рейд на Кілію та Аккерман                            | Османська імперія | Запорозькі козаки під керівництвом Григорія Ізаповича | Вдалий рейд |
| 1607 рік.                  | Козацький рейд на Очаків                                       | Османська імперія | Запорозькі козаки під керівництвом Петра Сагайдачного | Вдалий рейд |
| 1608 рік.                  | Козацький рейд на Перекоп                                      | Османська імперія | Запорозькі козаки під керівництвом Петра Сагайдачного | Вдалий рейд |
| 1609 рік.                  | Козацький рейд на Кілію, Ізмаїл та Аккерман                    | Османська імперія | Запорозькі козаки під керівництвом Петра Сагайдачного | Вдалий рейд |
| 1613 рік.                  | Козацький рейд на Північну Туреччину                           | Османська імперія | Запорозькі козаки | Вдалий рейд |
| 1614 рік.                  | Козацький рейд на Трапезунд, Синоп та Північну Туреччину       | Османська імперія | Запорозькі козаки | Вдалий рейд |
| 1615                       | Козацький рейд на Константинополь                              | Османська імперія | Запорозькі козаки | Вдалий рейд |
| 1616 рік.                  | Козацький рейд на Кафу, Трапезунд, Синоп та Північну Туреччину | Османська імперія Кримське ханство | Запорозькі козаки під керівництвом Петра Сагайдачного | Вдалий рейд |
| 1617 рік.                  | Козацький рейд на Константинополь                              | Османська імперія | Запорозькі козаки під керівництвом Петра Сагайдачного | Вдалий рейд |
| 1620–1621 роки.            | Турецько-Польська війна (1620—1621)                            | Османська імперія | Річ Посполита | Невизначений результат. |
| 1622-1628 роки.            | Бунти Ахмета Абаза                                             | Сили Мустафи І | Повстанці під керівництвом Ахмета Абаза | Стабілізація ситуації в державі.                                                                                               |
| 1623-1639 роки.            | Турецько-Перська війна (1623—1639)                             | Османська імперія | Імперія Сефевідів | Перемога. |
| 1645-1669 роки.            | Критська війна (1645-1669)                                     | Османська імперія | Венеційська республіка · Французьке королівство · Орден Святого Іоана | Евентуальна перемога. |
| 1648 рік.                  | Атмейданійський інцидент                                       | Яничари | Сипахи | Перемога державних органів. |
| 1656 рік.                  | Чінарський інцидент                                            | Державні органи | Повстанці | Стабілізація відносин в державі.                                                                                               |
| 1658-67 рік.               | Друзійська війна за владу                                      | Османська імперія Лояльні сили друзів | Друзи-маані | Маані втратили частину територій.                                                                                              |
| 1663-1664 роки.            | Турецько-Австрійська війна (1663—1664)                         | Османська імперія Кримське ханство | Священна Римська імперія Союзна Ліга | - Воєнна перемога союзної ліги. - Дипломатична перемога Османської імперії.                                                    |
| 1663–1675                  | Тюрко-Козацький конфлікт                                       | Кримське ханство Османська імперія | Запорізькі козаки під керівництвом Івана Сірка | Поразка. |
| 1672-1676 роки.            | Турецько-Польська війна (1672—1676)                            | Османська імперія Козаки під керівництвом Петра Дорошенко | Річ Посполита Козаки під керівництвом Михайла Ханенко Князівство Валлахія | Перемога. - Центральна Україна входить до складу Османської імперії.                                                           |
| 1676—1681 роки.            | Московсько-турецька війна (1676-1681)                          | Османська імперія Кримське ханство Запорізькі козаки під керівництвом Петра Дорошенко                                                                                | Російська імперія Запорізькі козаки під керівництвом Івана Самойловича | Бахчисарайський мирний договір                                                                                                 |
| 1683-1699 роки.            | Велика Турецька війна                                          | Османська імперія - Кримське ханство - Угорщина | Священна Римська Імперія · Річ Посполита · Московське царство · Гетьманщина · Мантуанське герцогство · Венеційська республіка · Угорське королівство · Хорватське королівство · Іспанська імперія · Чорногорське принц-єпископство                                         | Поразка. - Османська імперія втрачає значні території на Сході Європи. - Фактична незалежність Чорногорії.                     |
| 1686 рік.                  | Друге тирновське повстання                                     | Османська імперія | Болгарські повстанці | Повстання придушено. |
| 1688 рік.                  | Чіпровське повстання                                           | Османська імперія | Болгарські повстанці | Повстання придушено. |
| 1689 рік.                  | Повстання Карпоша                                              | Османська імперія | Християнські повстанці | Невизначений результат. |
| 1700—1721                  | Велика Північна війна                                          | Османська імперія · Шведська імперія · Річ Посполита · Кримське ханство · Молдовське князівство · Князівство Валлахія · Гетьманщина (1708—1709) · Британська імперія | Московське Царство · Саксонія · Річ Посполита · (1701—1704, 1704—1709, 1709—1719) · Данія-Норвегія · Гетьманщина · (1700—1708, 1709–1721) · Королівство Пруссія · Ганновер · Британська імперія · Молдовське князівство                                                    | Поразка |
| 1703 рік.                  | Едірнеський інцидент                                           | Сили під керівництвом Мустафи ІІ | Яничари | Перемога яничарів. - Мустафу ІІ усунено від влади.                                                                             |
| 1710—1711                  | Прутський похід                                                | Османська імперія · Кримське ханство · Князівство Валлахія · Шведська імперія · Гетьманщина · (Фракція Пилипа Орлика)                                                | Московське Царство · Гетьманщина (Фракція Івана Скоропадського) · Молдовське князівство | Вирішальна перемога Османської імперії. Прутський мир                                                                          |
| 1714–1718 роки.            | Сьома османсько-венеційська війна (1714-1718)                  | Османська імперія Французьке королівство | Венеційська республіка · Іспанська імперія · Священна Римська Імперія · Португальська імперія · Папські держави · Гайдуки | Перемога. |
| 1716–1718 роки.            | Австро-турецька війна (1716—1718)                              | Османська імперія | Венеційська республіка · Іспанська Імперія · Священна Римська Імперія · Португальська імперія · Папські держави · Гайдуки | Перемога. |
| 1730 рік.                  | Повстання Патрона Халіла                                       | Османська імперія | Албанські яничари під керівництвом Патрона Хаїла | Вдале повстання. - Кінець Періоду Тюльпана.                                                                                    |
| 1730–1735 роки.            | Турецько-Перська війна (1730—1735)                             | Османська імперія Кримське ханство Лезгіни | Імперія Сефевідів | Поразка. - Константинопольський договір - Гянджанський договір - Турки і росіяни покинули Кавказ.                              |
| 1735–1739 роки.            | Російсько-Турецька війна (1735—1739)                           | Османська імперія Кримське ханство 20px Молдавське князівство Князівство Валлахія                                                                                    | Російська імперія Гетьманщина Габсбурги | Перемога. - Нішський мирний договір - Белградський мирний договір - Росіяни і австрійці змушені залишити частину Причормор'я.  |
| 1743–1746 роки.            | Турецько-Перська війна (1743—1746)                             | Османська імперія | Імперія Афшарідів | - Кердинський договір |
| 1768–1774 роки.            | Російсько-Турецька війна (1768—1774)                           | Османська імперія Кримське ханство | Російська імперія Гетьманщина Грецькі повстанці | Перемога. - Нішський мирний договір - Белградський мирний договір - Росіяни і австрійці змушені залишити частину Причормор'я.  |
| 1775–1776 роки.            | Турецько-Перська війна (1775—1776)                             | Османська імперія Мамлюкська династія | Зандська династія | Невизначений результат. |
| 1787–1791 роки.            | Австрійсько-Турецька війна (1787—1791)                         | Османська імперія | Священна Римська Імперія | Невизначений результат. - Сістовський мир.                                                                                     |
| 1787–1792 роки.            | Російсько-Турецька війна (1787—1792)                           | Османська імперія | Російська імперія | Поразка. - Ясський мирний договір - Єдісан переходить під контроль Росії.                                                      |
| 1793–1795 роки.            | Триполітанська війна                                           | Триполітанський Еялет | Караманлі Бейлікський Туніс | Поразка. - Зниження впливу Османської імперії в районі Триполітану. - Караманлі повернули автономну владу.                     |
| 1798–1801 роки.            | Французька кампанія в Єгипті та Сирії                          | Османська імперія Британська імперія Мамлюки | Перша французька республіка | Перемога. |
| 1801–1805 роки.            | Перша Берберська війна                                         | Османська імперія | Сполучені Штати Америки · Королівство Швеція (1801–02) · Сицилійське королівство - Триполітанський Еялет · Марокко (1802–04) | Поразка. |
| 1803 рік.                  | Суліотська війна                                               | Османська імперія | Суліоти | Перемога. - Вигнання суліотів.                                                                                                 |
| 1803–1807 роки.            | Захоплення єгипетського престолу Мухаммедом Алі                | Османська імперія Мамлюки | Сили під керівництвом Мухеммеда Алі | Поразка. - Мухаммад Алі захопив трон.                                                                                          |
| 1804–1813 роки.            | Перше сербське повстання                                       | Османська імперія | Сербські повстанці | Повстання придушено. |
| 1806–1812 роки.            | Російсько-Турецька війна (1806—1812)                           | Османська імперія | Російська імперія | Поразка. - Бухарестський мирний договір (1812)                                                                                 |
| 1807 рік.                  | Повстання Кабака Мустафи                                       | Османська імперія | Сили під керівництвом Кабака Мустафи | Де-факто вдале повстання; Мустафа здійнявся на трон на деякий час, проте пізніше владу захопив Махмут ІІ.                      |
| 1807–1809.                 | Британсько-Турецька війна (1807—1809)                          | Османська імперія | Сполучене Королівство Великої Британії та Ірландії | Перемога. |
| 1811–1818.                 | Саудійсько-Турецька війна                                      | Османська імперія | Дарійський емірат | Вирішальна Перемога. - Кінець Дарійського емірату                                                                              |
| 1815.                      | Друга Берберська війна                                         | Османська імперія | Сполучені Штати Америки | Поразка. |
| 1815–1817 роки.            | Друге сербське повстання                                       | Османська імперія | Сербські повстанці | Поразка. - Серби отримали автономію                                                                                            |
| 1816 рік.                  | Повстання Кабака Мустафи                                       | Османська імперія | Сполучене Королівство Великої Британії та Ірландії | Де-факто вдале повстання; Мустафа здійнявся на трон, проте пізніше владу перехопив Махмут ІІ.                                  |
| 1816 рік.                  | Британсько-Турецька війна (1807—1809)                          | Османська імперія | Сполучене Королівство Великої Британії та Ірландії Голландська колоніальна імперія | Поразка. |
| 1821-1829                  | Грецька революція                                              | Османська імперія Єгипет Задунайська Січ | Грецька Республіка Королівство Франція Російська імперія | Поразка. - Греція стає незалежною державою.                                                                                    |
| 1821                       | Валаське повстання                                             | Османська імперія | Волощина | - Воєнна перемога Османської імперії - Політична перемога Волощини                                                             |
| 1821–1823 роки.            | Турецько-Перська війна (1821—1823)                             | Османська імперія | Перська імперія | Статус-кво. |
| 1828–1829 роки.            | Російсько-Турецька війна (1828—1829)                           | Османська імперія | Російська імперія | Поразка. - Адріанопольський мирний договір (1829)                                                                              |
| 1830 рік.                  | Французьке вторгнення в Ажир                                   | Османська імперія | Бурбони | Поразка. - Аннексія Алжиру Францією.                                                                                           |
| 1831-1832 роки.            | Велике Боснійське повстання                                    | Османська імперія | Боснійський Еялет | Повстання придушено. |
| 1831-1832 роки.            | Турецько-єгипетська війна                                      | Османська імперія | Єгипетський еялет | Вирішальна поразка. - Єгипет стає незалежною державою. - Сирія переходить під контроль Єгипту.                                 |
| 1833–1839 роки.            | Албанська революція                                            | Османська імперія | Албанські повстанці | Поразка. - Албанія отримала автономію.                                                                                         |
| 1834 рік.                  | Селянське повстання в Палестині                                | Османська імперія Шіхабська династія | Арабські повстанці | - Албанія отримала автономію.                                                                                                  |
| 1835–1858 роки.            | Французьке вторгнення в Алжир                                  | Османська імперія | Бурбони | Поразка. - Анексія Алжиру Францією.                                                                                            |
| 1835–1858 роки.            | Лівійська революція                                            | Османська імперія | Лівійські повстанці | Повстання придушено. |
| 1838 роки.                 | Друзійська революція                                           | Османська імперія | Друзійські повстанці | Повстання придушено. |
| 1839–1841 роки.            | Турецько-єгипетська війна                                      | Османська імперія Сполучене Королівство Великої Британії та Ірландії Австрійська імперія Російська імперія Королівство Пруссія                                       | Єгипетський еялет Французьке королівство Іспанська імперія | Евентуальна перемога. - Єгипет втрачає Сирію.                                                                                  |
| 1843–1844 роки.            | Албанська революція (1843–1844)                                | Османська імперія | Албанські повстанці | Повстання придушено. |
| 1847 рік.                  | Албанська революція (1847)                                     | Османська імперія | Албанські повстанці | Повстання придушено. |
| 1848 рік.                  | Волошське повстання (1848)                                     | Османська імперія Російська імперія | Волощина | - Воєнна перемога Османської та Російської імперії - Політична перемога Волощини                                               |
| 1853–1856 роки.            | Кримська війна                                                 | Османська імперія · Французька імперія · Британська імперія · Сардинське королівство                                                                                 | Російська імперія | Перемога. |
| 1854 рік.                  | Повстання Епіруса                                              | Османська імперія | Грецькі повстанці на території Османської імперії | Повстання придушено. |
| 1858 рік.                  | Граховацька битва                                              | Османська імперія | Князівство Чорногорія | Поразка. |
| 1861–1862 роки.            | Турецько-Чорногорська війна (1861—1862)                        | Османська імперія | Князівство Чорногорія | Поразка. |
| 1866–1869 роки.            | Критська революція                                             | Османська імперія | Критські повстанці | Поразка. - Створення незалежної Критської держави.                                                                             |
| 1877–1878 роки.            | Російсько-Турецька війна (1877—1878)                           | Османська імперія | Російська імперія :* Велике князівство Фінляндське Румунія Болгарське князівство Князівство Чорногорія Сербське князівство | Поразка. - Сан-стефанський мирний договір - Берлінський договір (1828)                                                         |
| 1878 рік.                  | Повстання Епіруса (1878)                                       | Османська імперія | Грецькі повстанці на території Османської імперії | Повстання придушено. |
| 1878 рік.                  | Австро-Угорська окупація Боснії і Герцеговини                  | Османська імперія | Австро-Угорщина | Поразка. - Окупація Боснії і Герцеговини                                                                                       |
| 1894 рік.                  | Сасунський бунт                                                | Османська імперія | Вірменські повстанці | Повстання придушено. |
| 1895–1896 роки.            | Зейтунське повстання                                           | Османська імперія | Партія Хунчак | Стабілізація ситуації через втручання європейських країн.                                                                      |
| 1897 рік.                  | Грецько-Турецька війна (1897)                                  | Османська імперія | Грецьке королівство | - Воєнна перемога Османської імперії - Дипломатична перемога Греції                                                            |
| 1903 рік.                  | Іліндеське повстання                                           | Османська імперія | ВМРО | Повстання придушено. |
| 1904 рік.                  | Сасунський бунт (1904)                                         | Османська імперія | Вірменські повстанці | Повстання придушено. |
| 1904–1908 рік.             | Боротьба Македонії за незалежність                             | Османська імперія | ВМРО | Застій. |
| 1904–1908 роки.            | Повстання авранських друзів                                    | Османська імперія | Друзійські повстанці | Повстання придушено. |
| 1910 рік.                  | Вірменське повстання (1910)                                    | Османська імперія | Вірменські повстанці | Повстання придушено. |
| 1911–1912 роки.            | Італо-Турецька війна                                           | Османська імперія Сенуссі | Італійське королівство Асірський емірат | Поразка. - Італійська аннексія Лівії.                                                                                          |
| 1911–1912 роки.            | Перша Балканська війна                                         | Османська імперія | Балканська ліга: Болгарське царство Грецьке королівство Королівство Чорногорія Королівство Сербія | Поразка. - Османська імперія втрачає контроль над Балканами.                                                                   |
| 1913 рік.                  | Друга Балканська війна                                         | Османська імперія Королівство Сербія Грецьке королівство Румунське королівство Королівство Чорногорія                                                                | Болгарське царство | Перемога. |
| 1914–1918 рік.             | Перша світова війна                                            | Німецька імперія Австро-Угорщина Османська імперія Королівство Болгарія                                                                                              | Франція Британська імперія Російська імперія США Сполучені Штати Америки Китай Королівство Італія Японська імперія Канада Австралія Нова Зеландія Британська Індія Південно-Африканський союз Сербське князівство Румунське королівство Бельгія Греція Португалія Бразилія | Поразка. |
| 1918–1920 роки.            | Вірменсько-Азербайджанська війна                               | Османська імперія Азербайджанська Демократична республіка | Перша Вірменська республіка Республіка Гірська Вірменія Об'єднане королівство Великої Британії і Ірландії | Перемога. |
| 1919–1923 роки.            | Війна за незалежність Туреччини                                | Велике національне зібрання (1920-23) Кува-ї Міллійє (1919-20) РРФСР                                                                                                 | Грецьке королівство · Франція - Французька Західна Африка - Французький Вірменський Легіон · Сполучене Королівство - Британська Індія · Вірменія · Італія · Грузія · США · Османська імперія (1919-22) - Громадські повстання                                              | Вирішальна перемога націоналістів.                                                                                             |

## Турецька республіка
Нижче наведено перелік війн Сучасної Туреччини.
| Дата            | Конфлікт                                   | Перша сторона                                                                           | Друга сторона | Результат |
| --------------- | ------------------------------------------ | --------------------------------------------------------------------------------------- | --- | --- |
| 1925 рік.       | Бунт Шейха Саїда                           | Туреччина                                                                               | Сунітські племена Зази | Повстання придушено. |
| 1927-1930 роки. | Араратське повстання                       | Туреччина                                                                               | Республіка Арарат | Перемога. - Кінець Республіки Арарат.                                                                                     |
| 1937–1938 роки. | Дерсімська різанина                        | Туреччина                                                                               | Племена Дершім | Повстання придушено. |
| 1950-1953 роки. | Корейська війна                            | ООН Південна Корея Сполучені Штати Америки Велика Британія Туреччина                    | Північна Корея Китай Союз Радянських Соціалістичних Республік                                                                    | Припинення інтенсивних бойових дій.                                                                                       |
| 1968            | Мултанський конфлікт                       | Туреччина Пакистан                                                                      | Індія | Перемога • Пакистан окупував Мултан                                                                                       |
| 1974 рік.       | Турецьке вторгнення на Кіпр                | Туреччина Пакистан                                                                      | Кіпр Греція | Перемога - Турки окупували 36.2 % Кіпру                                                                                   |
| 1974 рік.       | Політичне насилля в Туреччині              | Туреччина Сірі Вовки                                                                    | Комуністична партія Туреччини · НВАТ · Деврімсі Йол                                                                              | Турецький державний переворот (1980) - Значне зниження політичного насилля в державі                                      |
| 1978 рік.       | Турко-Курдський конфлікт 1978              | за підтримки: (з 1987)                                                                  | Робітнича партія Курдистану | Незавершений конфлікт - Договір про завершення бойових дій у 2013. - Бойові дії відновилися з новою інтенсивністю у 2015. |
| 1997 рік.       | Громадянська війна у Іракському Курдистані | Демократична партія Курдистану Ірак Туреччина Іран (до 1995) США (спонсор мирної угоди) | Патріотичний союз Курдистану Іракський Національний Конгрес Робітнича партія Курдистану Іран (з 1995) США (спонсор мирної угоди) | Мирний договір. |
| 2016-2017 роки. | Турецьке воєнне втручання в Сирію          | Туреччина                                                                               | ІДІЛ · Армія завоювання | Перемога. - ЗС Туреччини захопили 230 населених пунктів. - ІДІЛ відійшли від турецьких державних кордонів.                |